# 台湾林鸲
台湾林鸲（学名：Tarsiger johnstoniae）为鶲科林鴝屬的鸟类，別名阿里山鴝，是台灣的特有物种。分布于台灣本島，一般生活于山区海拔2200－3500米间的林下底丛中，常出现于林边小径的路上或灌木的顶枝上，罕见于开旷的地区。该物种的模式产地在台湾玉山。國際自然保護聯盟（IUCN）將其評估為無危物種。

## 分類
本種於1906年由威廉·羅伯特·奧格爾維-格蘭特描述為Ianthia johnstoniae，標本由沃爾特·古德費洛在玉山（Morrison山）採集。 這個物種也曾被歸類於歌鴝屬（Luscinia）。 該物種的命名是為紀念瑪麗安·A·瓊斯頓，她是一位著名的鳥類養殖家，古德費洛曾將一隻紅喉綠鸚鵡的標本送給她。

## 描述
栗背林鴝大約有12 cm（4.7英寸）長。雄鳥和雌鳥外觀不同。雄鳥的頭部呈板岩黑色，具白色的眉紋。紅褐色的上胸、背部和肩羽形成領圈。背部為煤黑色，翅膀為黑色和棕黑色，尾巴為黑色。下胸呈黃褐色，腹部從灰白色到黃橄欖色不等。喙和腳為黑色。雌鳥的眉紋不明顯，上半身主要是暗橄欖棕色，翅膀和尾巴為深棕色。下半身顏色多變，喉部和胸部為暖棕色，但有時喉部呈黑色，胸部可以是淡黃色或黃橄欖色。幼鳥與雌鳥的區別在於其淡黃褐色的斑紋和斑點。

## 分布與棲地
栗背林鴝為台灣特有種，棲息於高山和亞高山森林中，通常棲息於海拔2,000—2,800米（6,600—9,200英尺），有時甚至高於林木線。冬季會遷移至較低海拔的地區。牠生活於有灌木和竹子的針葉林下層植被中，也可見於公園和道路旁。

## 行為
栗背林鴝常成對或單獨出現。牠會從棲處出擊捕捉昆蟲，並在地面或低矮植物中搜尋無脊椎動物。 其叫聲包括帶有pi音的tuc音符、低沉的grruit音，以及管狀和刺耳的混合音。  牠會從棲處鳴唱，每一組短句由兩到三個高音的嘶嘶音構成。繁殖季節為三月至八月，每年有兩窩。領域由雄鳥和雌鳥共同防衛。雌鳥築杯狀巢，以植物材料製成，並產下兩到三枚卵。栗背林鴝有時會與白眉林鴝的亞種formosanus雜交。

## 狀態
栗背林鴝被認為族群穩定，IUCN將其評估為無危物種。

## 外部連結
- 栗背林鴝 - 台灣大百科全書 （页面存档备份，存于）
- 栗背林鴝